# We No Speak Americano
«We No Speak Americano» (en español «Nosotros no hablamos americano») es una canción del dúo australiano Yolanda Be Cool y el productor DCUP. Fue lanzado al mercado por el sello australiano independiente Sweat It Out! el 27 de febrero de 2010. La canción es un muestreo musical de Tu vuò fà l'americano del italiano Renato Carosone escrita en 1954 junto a Nicola Salerno. "We No Speak Americano" se convirtió en un éxito comercial en Europa, Estados Unidos, Australia e Iberoamérica.

## Vídeo musical
El vídeo musical oficial de la canción fue dirigido por Andy Hylton. En él se muestra una actuación clásica de las comedias del cine mudo y cuenta con un protagonista chaplinesco italiano en Nueva York, en el que intenta recaudar algo de dinero para declarársele a la mujer joven con la que se reúne a comienzos del vídeo.

## Versiones
El cantante estadounidense de origen cubano Pitbull hizo un muestreo musical de la melodía de "We No Speak Americano" interpretada en español en su canción titulada Bon, Bon, acreditando a Yolanda Be Cool y DCUP como productores de su canción.
La canción fue versionada por el cantante italo-canadiense Marco Calliari la cual alcanzó la ubicación #26 en el Reino Unido.
En 2011, para el álbum "Alvin and the Chipmunks: Chipwrecked: Music from the Motion Picture" el trío de ardillas llamado "The Chipettes" junto con Barnetta DaFonseca cantan una versión llamada "We No Speak Americano / Conga" donde combinan la canción, con "Conga" de Gloria Estefan.
Además la canción recibió una gran cantidad de versiones en forma de parodia en diversos países como España, Argentina, Países Bajos y Colombia entre otros.

## Lista de canciones
Este es un listado de las diferentes versiones de We No Speak Americano en Itunes.

| Listado en Itunes de Diferentes Versiones |                                                              |          |  |
| N.º                                       | Título                                                       | Duración |  |
| 1.                                        | «We No Speak Americano» (UK Radio Edit)                      | 2:10     |  |
| 2.                                        | «We No Speak Americano» (Chew Fu Rosetta Stone Fix Extended) | 5:37     |  |
| 3.                                        | «We No Speak Americano» (Myd Remix)                          | 5:05     |  |
| 4.                                        | «We No Speak Americano» (Kenny Hayes Remix)                  | 5:30     |  |
| 5.                                        | «We No Speak Americano»                                      | 4:29     |  |
| 6.                                        | «We No Speak Americano» (Nick Thayer Remix)                  | 4:10     |  |
| 7.                                        | «We No Speak Americano» (Friday Night Posse Remix)           | 4:27     |  |

| We No Speak Americano (I Like That) – Descarga digital |                                                         |          |  |
| N.º                                                    | Título                                                  | Duración |  |
| 1.                                                     | «We No Speak Americano (I Like That)» (ft. Nabildon)    | 2:58     |  |
| 2.                                                     | «We No Speak Americano» (Ryan Riback's Big Room Remix)  | 6:44     |  |
| 3.                                                     | «We No Speak Americano» (Gammer Remix)                  | 3:43     |  |
| 4.                                                     | «We No Speak Americano» (Whelan & Di Scala Remix)       | 5:39     |  |
| 5.                                                     | «We No Speak Americano» (Urchins Remix)                 | 3:38     |  |
| 6.                                                     | «We No Speak Americano» (Zug Zug Remix)                 | 5:23     |  |
| 7.                                                     | «We No Speak Americano» (Sandro Silva Remix)            | 6:00     |  |
| 8.                                                     | «We No Speak Americano» (Morris Corti Vs Mattara Remix) | 4:57     |  |
| 9.                                                     | «We No Speak Americano» (Vhyce Remix)                   | 5:47     |  |

## Posicionamiento en listas

### Semanales
| Lista (2010-2011)                       | Mejor posición |
| --------------------------------------- | -------------- |
| Alemania (Offizielle Deutsche Charts)   | 1              |
| Australia (ARIA)                        | 4              |
| Austria (Ö3 Austria Top 40)             | 1              |
| Bélgica (Flandes) (Ultratop 50)         | 1              |
| Bélgica (Valonia) (Ultratop 50)         | 1              |
| Bulgaria (IFPI)                         | 1              |
| Canadá (Hot 100)                        | 16             |
| Corea del Sur (GAON)                    | 1              |
| Dinamarca (Tracklisten)                 | 1              |
| Escocia (The Official Charts Company)   | 1              |
| Eslovaquia (Radio Top 100 Chart)        | 1              |
| España (Top 100 Canciones)              | 2              |
| Estados Unidos (Billboard Hot 100)      | 29             |
| Estados Unidos (Pop Songs)              | 37             |
| Estados Unidos (Hot Dance Club Songs)   | 21             |
| Estados Unidos (Hot Latin Songs)        | 16             |
| Estados Unidos (Dance/Mix Show Airplay) | 1              |
| European Hot 100                        | 1              |
| Finlandia (OFC)                         | 1              |
| Francia (SNEP)                          | 2              |
| Francia (SNEP Descargas)                | 1              |
| Hungría (Dance Top 40)                  | 1              |
| Irlanda (IRMA)                          | 1              |
| Israel (Media Forest)                   | 1              |
| Italia (FIMI)                           | 3              |
| Japón (Japan Hot 100)                   | 64             |
| Noruega (VG-lista)                      | 4              |
| Nueva Zelanda (Recorded Music NZ)       | 2              |
| Países Bajos (Dutch Top 40)             | 1              |
| Polonia (Polish Dance Chart)            | 1              |
| Reino Unido (UK Dance Chart)            | 1              |
| Reino Unido (UK Singles Chart)          | 1              |
| República Checa (Radio Top 100 Chart)   | 1              |
| Rumania (Romanian Top 100)              | 1              |
| Rusia (2M)                              | 4              |
| Suecia (Sverigetopplistan)              | 1              |
| Suiza (Schweizer Hitparade)             | 1              |

### Anuales
| País          | Lista (2010)                  | Posición |
| ------------- | ----------------------------- | -------- |
| Alemania      | Media Control Charts          | 5        |
| Australia     | ARIA Singles Chart            | 34       |
| Austria       | Austrian Singles Chart        | 1        |
| Bélgica       | Ultratop flamenca             | 3        |
| Bélgica       | Ultratop valona               | 13       |
| Canadá        | Canadian Hot 100              | 97       |
| Dinamarca     | Tracklisten                   | 5        |
| España        | PROMUSICAE                    | 3        |
| Europa        | European Hot 100              | 7        |
| Finlandia     | Finnish Foreign Singles Chart | 6        |
| Nueva Zelanda | Recorded Music NZ             | 25       |
| Países Bajos  | Nederlandse Top 40            | 11       |
| Reino Unido   | The Official Charts Company   | 9        |
| Suecia        | Sverigetopplistan             | 11       |
| Suiza         | Schweizer Hitparade           | 2        |

## Certificaciones
| País           | Organismo certificador | Certificación | Simbolización | Ventas  | Ref.   |
| -------------- | ---------------------- | ------------- | ------------- | ------- | ------ |
| Alemania       | BVMI                   | 2× Platino    | 2▲            | 600 000 | [ 53 ] |
| Australia      | ARIA                   | 2× Platino    | 2▲            | 140 000 | [ 54 ] |
| Austria        | IFPI Austria           | Platino       | ▲             | 30 000  | [ 55 ] |
| Bélgica        | IFPI Bélgica           | Platino       | ▲             | 30 000  | [ 56 ] |
| Dinamarca      | IFPI Dinamarca         | Platino       | ▲             | 30 000  | [ 57 ] |
| España         | PROMUSICAE             | 3× Platino    | 3▲            | 120 000 | [ 45 ] |
| Estados Unidos | RIAA                   | Platino       | ▲             | 1 000   | [ 58 ] |
| Italia         | FIMI                   | Platino       | ▲             | 50 000  | [ 59 ] |
| Noruega        | IFPI Noruega           | 5× Platino    | 5▲            | 50 000  | [ 60 ] |
| Nueva Zelanda  | RIANZ                  | Platino       | ▲             | 15 000  | [ 61 ] |
| Reino Unido    | BPI                    | Platino       | ▲             | 600 000 | [ 62 ] |
| Suecia         | IFPI Suecia            | 6× Platino    | 6▲            | 240 000 | [ 63 ] |
| Suiza          | IFPI Suecia            | Oro           | ●             | 15 000  | [ 64 ] |

## Sucesión en listas
| Anterior: «Alors on danse» de Stromae                               | Número uno en el Dutch Top 40 3 de julio de 2010 — 28 de agosto de 2010           | Siguiente: «Billionaire» de Travie McCoy con Bruno Mars        |
| Anterior: «Airplanes» de B.o.B con Hayley Williams                  | Número uno en el UK Singles Chart 25 de julio de 2010 — 31 de julio de 2010       | Siguiente: «All Time Low» de The Wanted                        |
| Anterior: «Love the Way You Lie» de Eminem con Rihanna              | Número uno en el Irish Singles Chart 29 de julio de 2010 — 5 de agosto de 2010    | Siguiente: «Club Can't Handle Me» de Flo Rida con David Guetta |
| Anterior: «Waka Waka (Esto es África)» de Shakira con Freshlyground | Número uno en German Singles Chart 6 de agosto de 2010 — 23 de septiembre de 2010 | Siguiente: «Love the Way You Lie» de Eminem con Rihanna        |
| Anterior: «The Radio» de Get Far con H-Boogie                       | Número uno en Billboard Hot Dance Airplay 11 de septiembre de 2010                | Siguiente: «Stereo Love» de Edward Maya con Vika Jigulina      |
| Anterior: «Waka Waka (Esto es África)» de Shakira con Freshlyground | Número uno en European Hot 100 18 de septiembre de 2010 — 8 de octubre de 2010    | Siguiente: «Love the Way You Lie» de Eminem con Rihanna        |